# Pandemia de COVID-19 en Indiana
El primer caso de la pandemia de enfermedad por coronavirus en Indiana, estado de los Estados Unidos, inició el 6 de marzo de 2020. Hay 39.146 casos confirmados y 2.214 fallecidos.

## Cronología

### Marzo
El 6 de marzo, los funcionarios de salud de Indiana anunciaron el primer caso confirmado de COVID-19 en Indiana, y el gobernador Eric Holcomb declaró una emergencia de salud pública en el estado. El primer caso fue un residente del condado de Marion (Indianápolis) que había asistido a la conferencia BioGen en Boston.
El 16 de marzo, se anunció la primera muerte de COVID-19. El gobernador Holcomb también ordenó que todos los bares, restaurantes y clubes nocturnos cerraran a los clientes internos; solo se permitiría la comida para llevar.
El 19 de marzo, el gobernador Holcomb anunció numerosas acciones en respuesta a la pandemia. Estos incluyen lo siguiente:
- El estado de emergencia debía extenderse por otros 30 días más allá de su vencimiento programado previamente para el 5 de abril.[4]
- Todas las escuelas K-12 (tanto públicas como privadas) permanecerían cerradas hasta al menos el 1 de mayo, y todas las pruebas estandarizadas exigidas por el estado fueron canceladas.[4]
- Se emitió una orden ejecutiva que prohíbe los desalojos y ejecuciones hipotecarias. Se prohibió a las empresas de servicios desconectar los servicios.[4]
- Se otorgaron extensiones para pagar impuestos sobre la renta (hasta el 15 de julio) e impuestos sobre la propiedad (60 días después del 11 de mayo).[4]

El 20 de marzo, el condado de Marion tuvo su segunda muerte, haciendo tres para el estado.
El 21 de marzo, la cuarta muerte ocurrió en el estado, en Muncie (condado de Delaware). Tres muertes adicionales ocurrieron el 22 de marzo, una en cada uno de los condados de Scott, Marion y Allen.
El 23 de marzo, el gobernador Holcomb emitió una orden de "quedarse en casa" vigente desde el 25 de marzo hasta el 7 de abril. Puso en práctica las siguientes restricciones:
- Las reuniones públicas se limitaron a 10 personas.[9]
- A las empresas no esenciales se les ordenó cerrar o permitir a los empleados trabajar desde casa. Algunos ejemplos de negocios cerrados incluyen peluquerías y salones de uñas, lugares de entretenimiento, teatros y gimnasios.[9]
- Los negocios esenciales incluían tiendas de abarrotes, farmacias, tiendas de mejoras para el hogar, reparaciones de automóviles, proveedores médicos, estaciones de servicio, cuidado de mascotas, comercios y servicios profesionales como contadores y despachos de abogados.[9]
- Las sanciones por violar la orden podrían incluir una multa de hasta $ 1,000 y 180 días en la cárcel, aunque el gobernador fue impreciso sobre cómo funcionaría la aplicación y dijo que la policía no detendría a los automovilistas.[9]
- El gobernador Holcomb emitió órdenes ejecutivas adicionales que cerraron muchas oficinas del gobierno estatal, extendieron las licencias y permisos emitidos por el estado por 60 días, y otorgaron a la comisión de Alcohol y Tabaco de Indiana la autoridad para suspender o revocar licencias de licor para establecimientos que no estaban cumpliendo con una directiva previa para participar solo en ventas para llevar.[9]

El 26 de marzo, ocho residentes y dos miembros del personal de un hogar para ancianos del condado de Johnson, Indiana, dieron positivo por COVID-19.
El aumento en las muertes el 31 de marzo también incluye algunas muertes de días anteriores. El informe de esas muertes se había retrasado en espera de las pruebas que confirmaron COVID-19.
Para el mes de marzo, Indiana tuvo 123 muertes por COVID-19, todas de la segunda mitad del mes, y 2,560 casos. El condado de Marion tuvo la mayoría de los casos con 1,117, pero se reportaron casos en 83 de los 92 condados de Indiana. Se realizaron un total de 14.375 pruebas.

### Abril
El 1 de abril, el condado de Marion extendió su orden de quedarse en casa hasta el 1 de mayo y cerró todos los campos de golf (en vigencia a partir del 3 de abril).
El 2 de abril, la Superintendente de Instrucción Pública de Indiana, Dra. Jennifer McCormick, anunció que todas las escuelas K-12 proporcionarían instrucción remota durante el resto del año escolar 2019-2020. La nueva orden también les permitió concluir el año escolar una vez que habían proporcionado 20 días de aprendizaje remoto después del 2 de abril (lo que significa que el año escolar podría terminar tan pronto como el 1 de mayo), incluso si la escuela no se había reunido durante 160 días.
El 3 de abril, el gobernador Holcomb extendió la orden de quedarse en casa por dos semanas, hasta el 20 de abril, y la emergencia de salud pública del estado por 30 días, hasta el 3 de mayo.
El 17 de abril, el gobernador Holcomb anunció que la orden de quedarse en casa se extenderá del 20 de abril al 1 de mayo.

### Mayo
El 1 de mayo, se incluyó restricciones adicionales para los tres condados más afectados del estado: el condado de Cass, el condado de Lake y el condado de Marion.
La progresión continua del plan depende de 4 principios rectores:
- "El número de pacientes hospitalizados con COVID-19 en todo el estado ha disminuido durante 14 días".[18]
- "El estado conserva la capacidad de evaluar a todos los Hoosiers sintomáticos de COVID-19, así como a los trabajadores de la salud, los trabajadores esenciales, los socorristas y otros, según se describe en el sitio web de ISDH".[18]
- "El estado conserva su capacidad de sobretensión para camas y ventiladores de cuidados críticos".[18]
- "Los funcionarios de salud cuentan con sistemas para contactar a todas las personas que dieron positivo para COVID-19 y completar el rastreo de contactos".[18]

### Junio
El 3 de junio, el gobernador Holcomb emitió la Orden Ejecutiva 20-30, extendiendo la declaración de emergencia por desastre de salud pública hasta el 4 de julio.

## Impacto

### En el deporte
El 12 de marzo, la National Basketball Association anunció que la temporada se suspendería por 30 días, afectando a los Indiana Pacers. El 4 de junio, la NBA anunció un plan preliminar para reiniciar la temporada el 31 de julio con 22 equipos, incluidos los Pacers, jugando todos los juegos restantes en Walt Disney World Resort. Los equipos también practicarían y se alojarían allí por el resto de la temporada.
El 12 de marzo, la National Collegiate Athletic Association, con sede en Indianápolis, canceló todos los torneos de invierno y primavera, especialmente los torneos de baloncesto de hombres y mujeres de la División I, afectando a colegios y universidades de todo el estado. El anuncio se produjo cuando los equipos de baloncesto masculino de Míchigan y Rutgers se estaban calentando en la cancha en Bankers Life Fieldhouse para el tercer juego del torneo de baloncesto masculino Big Ten.
El 26 de marzo, la serie IndyCar anunció que la 500 Millas de Indianápolis 2020 se celebraría el 24 de agosto de 2020, siendo la segunda vez que la fecha es cambiada, desde que se reanudó la carrera en 1946, después de la conclusión de la Segunda Guerra Mundial, que no se celebró el fin de semana del Día de los Caídos. La carrera de autódromo de Indianapolis Motor Speedway, el Gran Premio de GMR, se llevará a cabo el 4 de julio de 2020, durante el fin de semana de carreras de la NASCAR Cup Series Brickyard 400, como parte de un doble encabezado con el Pennzoil 150 de la NASCAR Xfinity Series. IndyCar tuvo retrasó el inicio de la temporada 2020 debido a la pandemia. Los tres eventos se llevarán a cabo a puerta cerrada. El nuevo propietario de IndyCar e IMS, Roger Penske, reveló en junio que preferiría que los 500 se llevaran a cabo con la asistencia de los espectadores (para mostrar las renovaciones realizadas en las instalaciones después de que se apropió) y que estaría dispuesto a posponer el evento hasta octubre si no se puede celebrar con los aficionados en agosto.
El 2 de abril, la Indiana High School Athletic Association anunció la cancelación de todos los eventos de la serie de torneos deportivos de primavera para el año escolar 2019-2020.
El 4 de junio, los funcionarios de Indianapolis Motor Speedway anunciaron que todos los eventos programados para el fin de semana de carreras del 4 de julio en IMS, incluido el 2020 Big Machine 400, se llevarían a cabo sin la presencia de fanáticos.

### En eventos sociales
El 20 de marzo, el Gobernador Holcomb emitió la Orden Ejecutiva 20-07, posponiendo las elecciones primarias de 2020 en Indiana, originalmente programadas del 5 de mayo al 2 de junio.
El 19 de mayo, los organizadores de Gen Con cancelaron la Gen Con 2020, convirtiendo los registros de 2020 en registros para Gen Con 2021 del 5 al 8 de agosto de 2021.